# Myodocarpaceae
Classification APG III (2009)
Famille
Les Myodocarpaceae (ou Myodocarpacées) sont une famille de plantes à fleurs dicotylédones de l'ordre des Apiales.

## Étymologie
Le nom vient du genre type Myodocarpus, composé des mots grecs μυώδες / myodes, « ressemblant à une souris », et καρπός / karpos, fruit, faisant référence au fruit (samare), doté d'ailes en forme d'oreilles, qui fait penser à une tête de souris.

## Classification
En classification classique de Cronquist (1981), cette famille n'existe pas; ces plantes sont incluses dans la famille Araliaceae.
En classification phylogénétique APG II (2003) et classification phylogénétique APG III (2009), elle compte 2 à 3 genres.

## Liste des genres
Selon Angiosperm Phylogeny Website (16 octobre 2016) :
- Delarbrea
- Myodocarpus
- Pseudosciadium

Selon NCBI (16 octobre 2016) :
- Delarbrea
- Myodocarpus

## Liste des espèces
Selon NCBI (16 octobre 2016) :
- genre Delarbrea
  - Delarbrea balansae
  - Delarbrea collina
  - Delarbrea harmsii
  - Delarbrea longicarpa
  - Delarbrea michieana
  - Delarbrea montana
  - Delarbrea paradoxa
- genre Myodocarpus
  - Myodocarpus crassifolius
  - Myodocarpus fraxinifolius
  - Myodocarpus gracilis
  - Myodocarpus involucratus
  - Myodocarpus lanceolatus
  - Myodocarpus nervatus
  - Myodocarpus pinnatus
  - Myodocarpus simplicifolius
  - Myodocarpus vieillardii
  - Myodocarpus sp. BC-2016
  - Myodocarpus sp. GP-2009
  - Myodocarpus sp. TSS-2006